# 渇水の岩 (ブダペスト)
渇水の岩（かっすいのいわ、ハンガリー語：Ínség-szikla「渇水の岩」, Ínség-kő「渇水の石」, Ínség-zátony「渇水の岩礁」）は、ブダペストを流れるドナウ川にある小さな岩である。場所はゲッレールトの丘のふもと付近の地点で、普段は水面下に隠れており、庶民の間では「ハンガリーで標高が最も低い地点」と呼ばれている。海抜の標高としては95.76mの地点にあり、名称の由来は、ドナウ川の水深が95 cm以下となる渇水時にのみ水面から姿を現すためである。これまでに、2003年9月、2011年11月、2015年9月に見られた。2018年8月にはブダペスト市内のドナウ川水位が93 cmとなり、再び顔を見せた。この年の10月25日には最低水位の33 c,が記録された。このとき、自由橋では、戦争中に爆破されてから顔を出すことがなかった橋の残骸が見られた。
学術調査により、この岩は天然の砂岩であることが確認されている。行政上、ブダペスト市・第11区に所属する。